# Matthias Gallas
Matthias Gallas (født 16. september 1584 i Trento, død 25. april 1647) var hertug af Lucera og tysk feltherre i kejserlig tjeneste.

## Liv og gerning
Gallas var først tilknyttet spansk militær og gik derefter ind i den katolske liga og udmærkede sig i slaget ved Stadtlohn, så at han i 1627 blev en friherre. I 1629 trådte Gallas i kejserlig tjeneste som generalmajor og deltog derefter med anerkendelse i den Mantuanske arvefølgekrig. I 1631 blev Gallas udnævnt på Albrecht von Wallensteins ordre som generelfelttøjsmester (overordnet officer i krigskollegiet), blev rigsgreve i 1632, deltog i slagene ved Nürnberg samme år og blev ophøjet til feltmarskal. Om vinteren 1632-33 havde Gallas overbefalingen i Schlesien. Han nød stadig Wallenstens særlige tillid og blev i 1633 generalløjtnant og feltherrens nærmeste mand. I konflikten med kejseren forrådte imidlertid Gallas sin feltherre og modtog blandt andet Friedland som forlening. Han fastholdt sin plads i hæren og havde en stor del af sejren i slaget ved Nördlingen.
Efter nogle succeser i starten mislykkedes hans kampagne i Frankrig, og imod Johan Banérs evner som feltherre kom Gallas til kort, og i 1639 blev han tvunget til at fratræde. I 1643 vendte Gallas ganske vist tilbage til tjeneste, men mod Lennart Torstenson formåede Gallas ikke at udrette noget, hans hær blev splittet, og han trak sig selv tilbage for kommandantposten og blev i stedet præsident for hofkrigsrådet.
Gallas blev allerede i samtiden kaldt "hærfordærveren", og den generelle mening i Tyskland var, at "trivsels"-generalen manglede kompetence. Gallas ejede ikke nogen større feltherrebegavelse, men han var en klog og erfaren general og bedre end det omdømme, han fik. Hans, efter datidens opfattelse, relativt høje alder svækkede imidlertid både hans disciplinære evner og hans initiativ, hvilket forklarer hans modgang.